# كأس اللوتس
كأس اللوتس أو كأس المرمر، الذي أطلق عليه هوارد كارتر اسم كأس التمنيات، مشتق من قبر الفرعون المصري القديم توت عنخ آمون من الأسرة الثامنة عشر. تم العثور على القطعة رقم 014 وهي معروضة الآن في المتحف المصري بالقاهرة، مع أرقام الجرد JE 67465 و GEM 36.

## اكتشاف
تم الكشف عن قبر الملك الشاب (KV62) تقريبًا في وادي الملوك في طيبة الغربية بواسطة هوارد كارتر في 4 نوفمبر 1922. كان كأس اللوتس من أوائل الأشياء التي وجدها كارتر ومنقبوه عند دخول القبر. كانت السفينة على الأرض مباشرة داخل غرفة الانتظار. لم يكن هذا هو الموقف الأصلي.

## المادة والأهمية

هيه راكعًا على رمز نيب مع رموز اللانهاية: حلقة شين، والضفادع الصغيرة وضلع النخيل

كأس اللوتس منحوت من قطعة واحدة منalabaster . يأخذ الكأس شكل زهرة white lotus في إزهار كامل، محددًا بتلاتها المستديرة. دعامات المقابض على شكل زهور اللوتس الزرقاء التي تحيط بها براعم تنمو إلى أعلى، مع وجودgod Heh جالسًا على سلة (رمز نيب) على أطراف البتلات. في كل يد يحمل هيه ضلعًا من كف اليد مع شقوق لحساب السنوات؛ كل ضلع نخيل يقع على ظهر شرغوف يجلس على حلقة شين. في الطرف العلوي من كل ضلع نخيل يوجد رمز ankh، علامة الحياة. هذا تصوير نموذجي لإله «المليون سنة»، إله اللانهاية والخلود: ضلع النخيل هو الهيروغليفية للسنة، بينما الشرغوف يمثل 100000 والحلقة شين ترمز إلى الخلود. صورة راكعة للإله كانت الهيروغليفية للرقم «مليون». تم العثور على نفس الشكل على أشياء أخرى من القبر مثل كرسي الأرز (JE 62029، ابحث عن رقم 87). وبالتالي فإن الكأس ترمز إلى الحياة الأبدية اللانهائية للملك توت عنخ آمون.
تعتبر زهرة اللوتس مهمة في الأساطير المصرية لولادة إله الشمس، الذي ظهر من زهرة اللوتس، بعد أن خرج من فيضان مياه نون البدائية. لذلك فإن اسم الملك في وسط الزهرة البيضاء المفتوحة يرمز إلى ولادته من جديد. تظهر هذه الأيقونية بشكل أكثر حرفيًا في رأس نفرتم الذي يصور توت عنخ آمون وهو يخرج من زهرة اللوتس الزرقاء باعتباره إله الشمس الصاعد حديثًا.

## النقوش

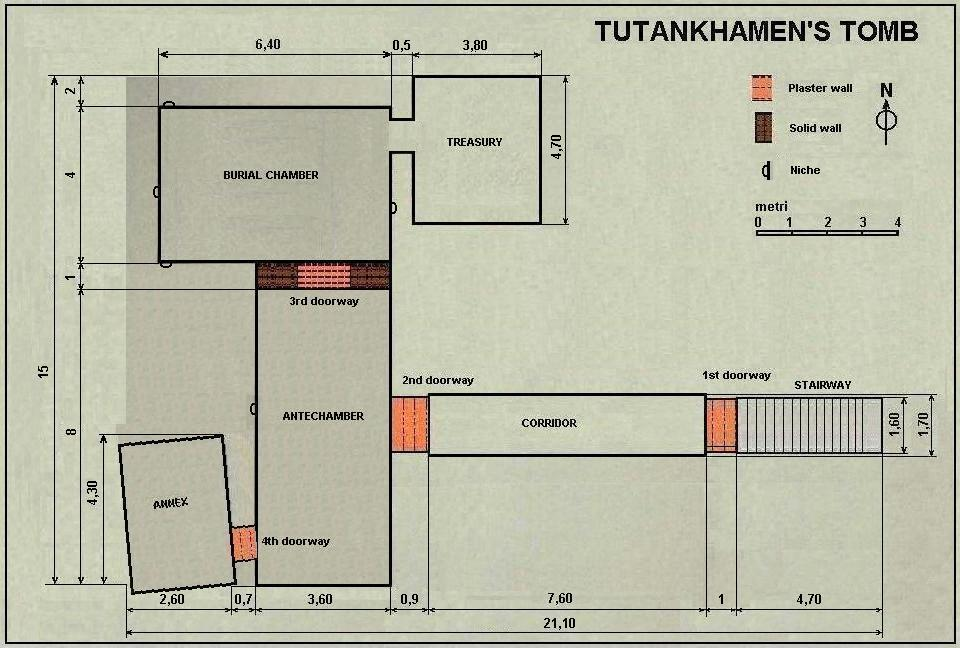
مخطط الطابق KV62

النقوش محفورة ومليئة بصبغة زرقاء. قام هوارد كارتر بنسخ النقوش وطلب من آلان جاردينر تقديم ترجمة، لأنه طلب ذلك للنشر. وكان لوتس الرئيسي، الذي يشكل كوب الفعلي، الملك prenomen أو اسم العرش "Nebkheperure" وله nomen أو اسم الشخصية "توت عنخ آمون" المدرج على ذلك مع لقب "الحبيب آمون رع، رب عروش الأرضين ويا رب السماء اعطي الحياة إلى الابد. الكتابة تجري من اليمين إلى اليسار.
يجب قراءة النقش على حافة الكأس في اتجاهين. من اليسار إلى اليمين، بداية من ankh المركزي هي لقب Tutankhmun ذي الخمسة أضعاف:
قد يعيش، حورس العظيم الثور، جميل الولادة، السيدتان اللتان تتمتعان بحسن القانون، اللتين تهدئان الأرضين، حورس الذهب المعزز بالتيجان، الذي يرضي الآلهة، ملك مصر العليا والسفلى والرب نبخبيرورع الحياة.
من اليمين إلى اليسار، بدءًا من رمز عنخ، هو ما يلي:
أتمنى أن تعيش كا الخاص بك، أتمنى أن تقضي ملايين السنين، أنت من تحب طيبة، جالسًا ووجهك إلى الريح الشمالية، وعيناك تنظران إلى السعادة.
بسبب النقش، أطلق هوارد كارتر على كأس اللوتس لقب كأس التمنيات بالملك . نقش الأمنيات من كأس اللوتس مقتبس على شاهد القبر الثاني لهوارد كارتر.

## عرض
بالإضافة إلى عرضه في المتحف المصري في القاهرة، وكان كأس لوتس بين الاكتشافات الأصلية التي تم اختيارها لمعرض مؤقت الأول من البضائع الخطيرة توت عنخ آمون. كما تم عرضه بالمعرض رقم 39 في معرض كنوز توت عنخ آمون المتجول حول العالم.

## الفهرس
- Jürgen Settgast. Alabaster-Kelch in Ausstellungskatalog Tutanchamun in Köln. von Zabern, Mainz 1980, (ردمك 3-8053-0438-2), p. 138.
- زاهي حواس. King Tutankhamun. The Treasures Of The Tomb. Thames & Hudson, London 2007, (ردمك 978-0-500-05151-1), p. 27.
- T. G. H. James  [لغات أخرى]‏. Tutanchamun. Der ewige Glanz des jungen Pharaos. Müller, Köln 2000, (ردمك 88-8095-545-4), p. 311.
- M. V. Seton-Williams: Tutanchamun. Der Pharao. Das Grab. Der Goldschatz. Ebeling, Luxembourg 1980, (ردمك 3-8105-1706-2), pp. 188–189.

## روابط خارجية
- The Griffith Institute, Oxford: Tutankhamun: Anatomy of an Excavation. The Howard Carter Archives. „ Alabaster (calcite) cup or chalice “, Carter No. 014